# Marotta
Marotta is een plaats (frazione) in de Italiaanse gemeente Mondolfo.